# Mossis Madu
Mossis Madu (Norman, 4 novembre 1987) è un giocatore di football americano statunitense che gioca nel ruolo di running back nella National Football League (NFL) ed attualmente è free agent. Dopo non essere stato scelto nel Draft NFL 2011 firmò coi Tampa Bay Buccaneers. Al college ha giocato a football all'Università dell'Oklahoma.

## Carriera professionistica

### Tampa Bay Buccaneers
Dopo non essere stato scelto nel Draft 2011, Madu firmò in qualità di free agent con i Tampa Bay Buccaneers. Nella sua stagione da rookie disputò nove partite, nessuna delle quali come titolare, correndo un totale di 55 yard su 15 tentativi, a una media di 3,9 yard a possesso. Fu svincolato dopo la stagione 2012

## Vittorie e premi
Nessuno

## Statistiche
| Partite totali             | 9  |
| Partite totali da titolare | 0  |
| Yard su corsa              | 55 |
| Touchdown su corsa         | 0  |